# Longueau
Longueau település Franciaországban, Somme megyében. Lakosainak száma 5726 fő (2022. január 1.). Longueau Camon, Amiens, Boves, Cagny és Glisy községekkel határos.

## Népesség
A település népességének változása:
| Lakosok száma | 442  | 597  | 704  | 858  | 1439 | 4811 | 4940 | 5439 | 5621 | 5726 |
|               | 1793 | 1836 | 1861 | 1886 | 1911 | 1954 | 1990 | 2009 | 2017 | 2022 |